# Crkva sv. Luke Evanđelista u Splitu
Crkva sv. Luke Evanđelista je katolička župna crkva na Kocunaru u Splitu.

## Unutrašnjost
Smještena je u prizemlju župna pastoralna centra. Iza oltara nalazi se drveni križ, a sa strane slike Blažene Djevice Marije i sv. Ivana Krstitelja. Na postolju zdesne oltara smješteno je svetohranište, desno od kojeg, u pokrajnjoj kapeli je kip sv. Luke, a njemu nasuprot kip Srca Isusova. Na pročelju se nalazi željezni križ.